# 欧洲货币单位
欧洲货币单位（European Currency Unit），簡稱ECU（/eky/、 /ɛkʊ/或 /əː'siː'uː），符號為₠，是歐元形成以前歐共體成員國共同採用的計量單位。

## 歐元
1999年1月1日，歐元正式推出，以1兌1取代ECU，成為真正的貨幣，採用歐元的國家被稱為歐元區。英國和丹麥的貨幣屬於ECU組成部分，但她們未有加入歐元區。另一方面，芬兰和奥地利一開始就選擇成為歐元區，但其貨幣沒有成為ECU組成部分。因為她們較遲加入歐洲聯盟，當時ECU組成部分已被確定。